# Verviers
Verviers là một thành phố và đô thị thuộc tỉnh Liège. Đô thị Verviers gồm các đô thị cũ Ensival, Lambermont, Petit-Rechain, Stembert, và Heusy.

## Dân địa phương nổi tiếng
- William Cockerill
- Henri Vieuxtemps, nhà soạn nhạc (1820-1881)
- Henri Pirenne, nhà lịch sử (1862-1935)
- Guillaume Lekeu, nhà soạn nhạc (1870-1894)
- Mathieu Crickboom, nhạc công violin (1871-1947)
- André Blavier, nhà thơ và nhà phê bình (1922-2001)
- Raymond Macherot, nghệ sĩ
- Jean-Marie Klinkenberg, nhà ngôn ngữ
- Pierre Rapsat, ca sĩ (1948-2002)
- Luc Sante, nhà văn và nhà phê bình (sinh 1954)
- Eric van de Poele, lái xe Formula One (sinh 1961)
- Marc Lacroix, nhà nghiên cứu ung thư vú (sinh năm 1963)
- Dominique Monami, cầu thủ tennis (sinh năm 1973)
- Philippe Gilbert, cu rơ (sinh năm 1980)
- Karima, nhà văn (born 1976)

## Thành phố kết nghĩa
- Pháp: Arles
- Đức: Mönchengladbach
- Pháp: Roubaix
- Anh Quốc: Bradford
- Pháp: La Motte-Chalancon

## Hình ảnh

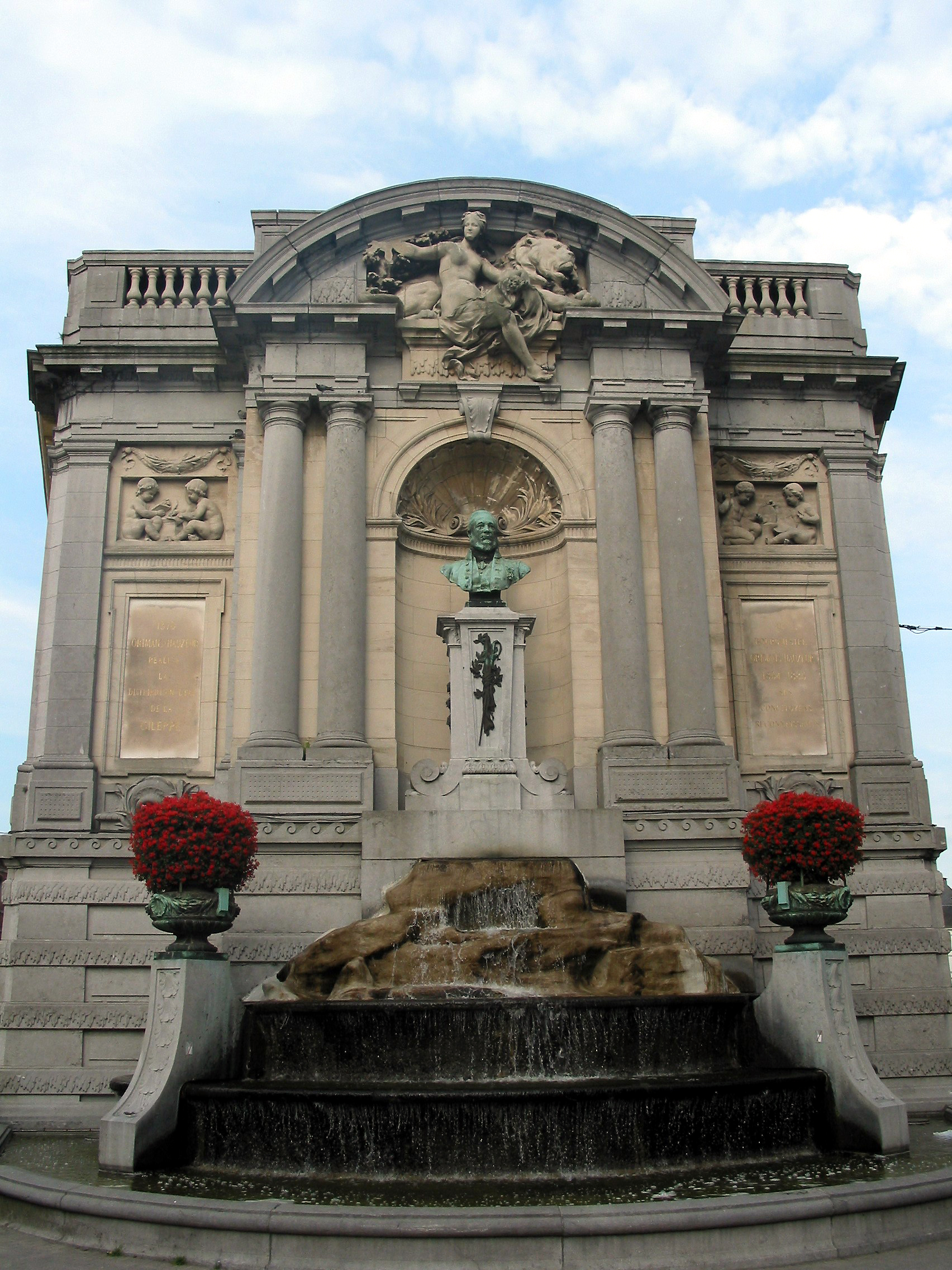
Đài nước Ortmans
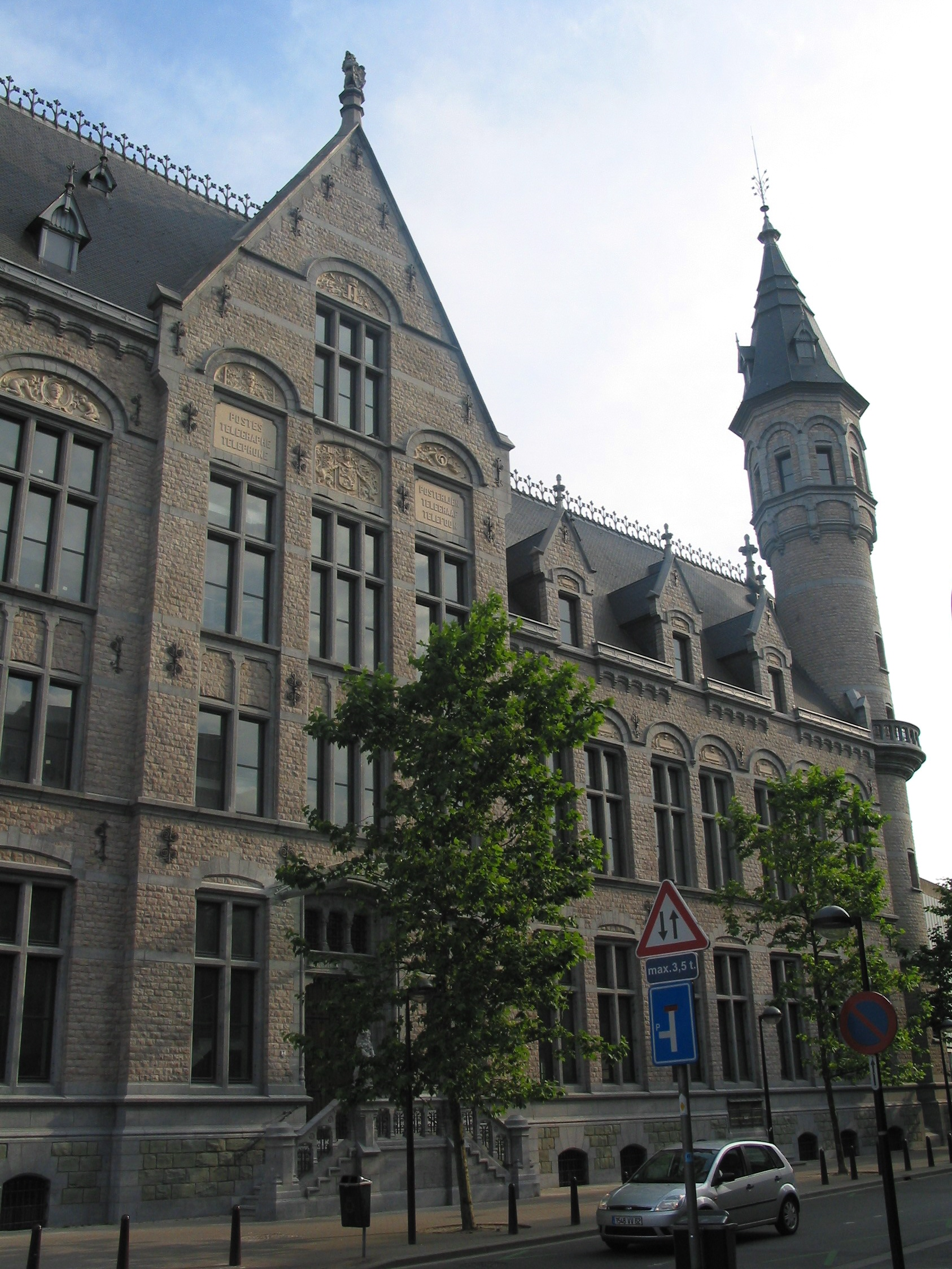
Grand Poste
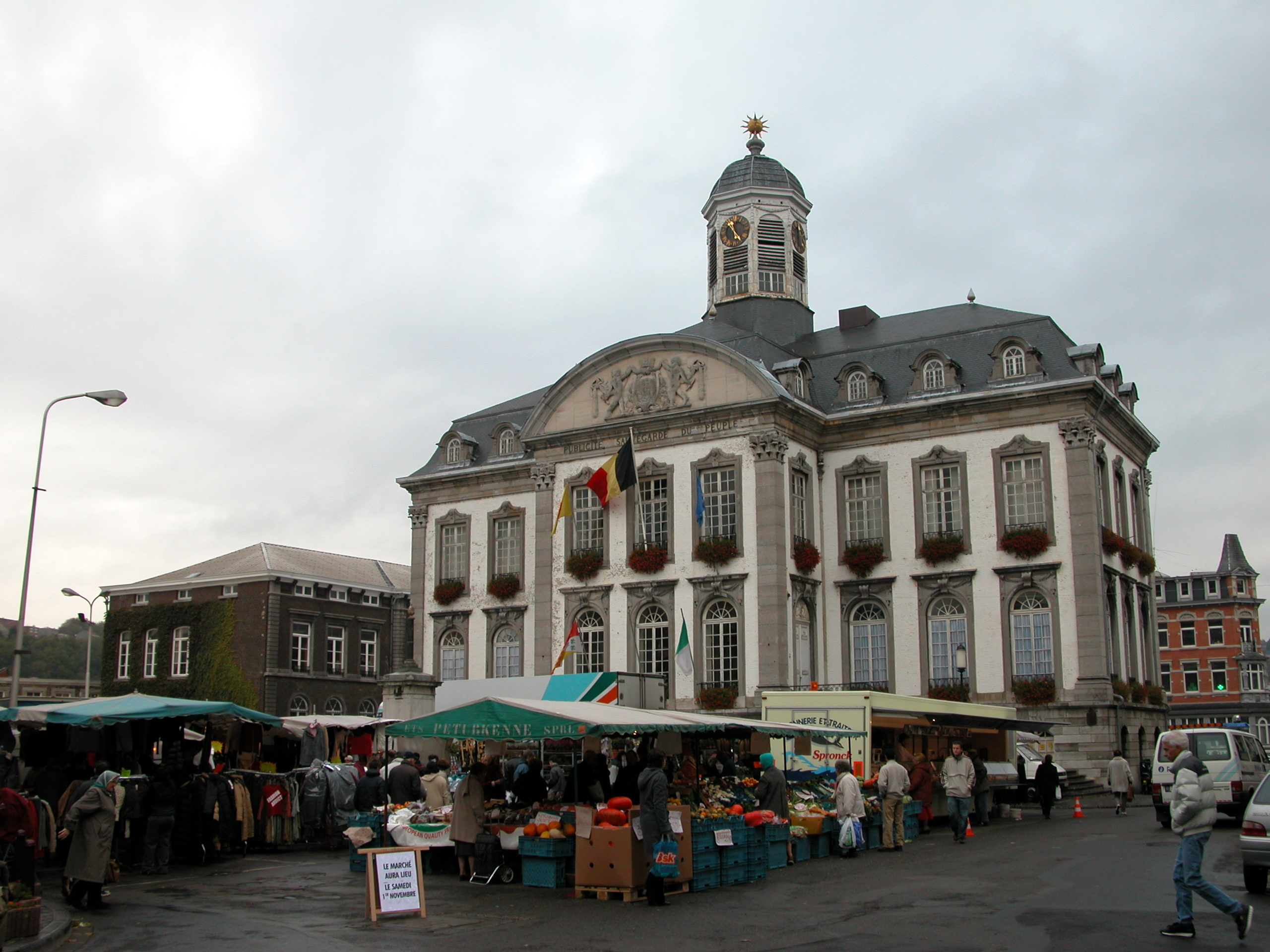
Tòa thị chính